# エドウィージュ・ローソン＝ワド
エドウィージュ・ローソン＝ワド（Edwige Lawson-Wade、1979年6月25日 - ）は、フランスの元女子プロバスケットボール選手である。ポジションはポイントガード。

## 来歴
17歳でプロデビューし、フランス国内でプロ活動した後、ロシアスーパーリーグでプレー。フランスで3度、ロシアで2度国内優勝、ワールドリーグ3度、ユーロリーグ3度優勝を経験。
2005年からはWNBAでもプレー。ニューヨーク・リバティ、ヒューストン・コメッツ、シアトル・ストームを経て、2007年から4シーズンサンアントニオ・シルバースターズに所属。
フランス代表としてもロンドンオリンピック銀メダル獲得。
2010年よりスペインでプレーした後、バスケット・ラットMAで国内復帰。
2013年、引退表明。
夫はスターズ時代のコーチ、ジェームズ・ウェイド。

## 経歴

### ヨーロッパ
- 1994–1995:  CJMブルージュ・バスケット
- 1995–1997:  Waïti Bordeaux
- 1997–2001:  ASPTT Aix-en-Provence
- 2001–2004:  US Valenciennes Olympic
- 2004–2007:  VBM-SGAU Samara
- 2007–2009:  WBC CSKAモスクワ
- 2009–2010:  WBCスパルタク・モスクワ・リージョン
- 2010–2011:  Ros Casares
- 2011–2013:  バスケット・ラットMA

### WNBA
- 2005: ニューヨーク・リバティ
- 2005: ヒューストン・コメッツ
- 2006: シアトル・ストーム
- 2007–2010: サンアントニオ・シルバースターズ